# Eurybistus thetis
Eurybistus thetis är en insektsart som beskrevs av Bragg 200. Eurybistus thetis ingår i släktet Eurybistus och familjen Aschiphasmatidae. Inga underarter finns listade i Catalogue of Life.